# 文友通訊
文友通訊是一份在1950年代後期出現的油印性小型文學刊物。由陳火泉、廖清秀、鍾肇政、鍾理和、李榮春、施翠峰、許山木、楊紫江、許炳成(筆名：文心)等台籍作家組成。該刊主要的作用在：刊登同仁已發表之作供其他成員評閱、刊登同仁評論其他作家作品的文章、告知徵文訊息及同仁的動態。雖然文友通訊僅發行1年4個月便停刊，期間內相關的台籍作家在編輯、傳閱刊物的過程中，與成員們彼此交流意見，形成作家間獨有的凝聚力。

## 發行
1950年代的台灣處於國共分裂、兩岸對峙的狀態，戒嚴令使得台灣進入戰時動員時期。在文藝政策方面，國民政府實施反共文藝政策及國語運動，不論是報紙副刊或刊物發表，皆以華語創作為主，而日治時代以日語為寫作工具的台籍作家，則幾乎喪失了發表作品的空間。
有鑑於台籍作家寫作的困境，1957年4月由鍾肇政以書信發起的台籍作家通訊《文友通訊》，被視為戰後第一份的台籍作家集結刊物。有鑑於政治高壓氣氛，這份刊物是以通信往來的方式進行，由擔任小學教師的鍾肇政負責統籌並以鋼板油印方式印製。第一期為鍾肇政向取得聯繫的多位台籍作家發出邀請的書信，收到回覆的初期參與者僅有陳火泉、廖清秀、鍾理和及李榮春四人，而後再有施翠峰、文心加入。前三期的通訊內容處於確認參與作家及刊物定位等細節討論。
從1957年4月發出的第一期，到1958年9月停刊為止，《文友通訊》共發行了1年4個月，共計16次通訊。儘管通訊中斷，參與其中的台籍作家則陸續投身創作行列，以實際行動將刊物精神持續延續下去。

## 內容
《文友通訊》的主要功能有三：
1. 報導各文友動態：包括生活的近況，和寫作成果、得獎、出版消息。
2. 作品輪閱：互相交換作品觀摩。
3. 作品評論：發表對傳閱作品的見解。

《文友通訊》採用油印書信方式，無訂閱制亦無稿費，與傳統雜誌的形式不同。文友間並訂定作品輪閱順序，依序加入各人觀點與評論，最後交由鍾肇政彙整刊印，而非公開刊行的形式，因此保持通訊聯繫的功能與作品私下評論的精神。此舉除了是因應聯繫不易的條件之外，也是對於主流刊物難以刊登台籍作家作品的侷限而做的突破嘗試。在戒嚴時期，秘密結社恐觸及安全的時空環境下，《文友通訊》的順利運作非常可貴，於文學史中佔有特殊意義。
在語言議題方面的探討，《文友通訊》群的作家並沒有缺席，不過由於刊物過於小眾，而且這群作家當時在文壇上幾乎不具有影響力，因此他們在刊物發表的意見，僅落實在自己與同仁的創作，沒有對同時代活躍的外省籍作家造成什麼影響。1957年6月發行的第四次《文友通訊》有「關於台灣方言文學之我見」的專輯。多數成員傾向使用「國語」書寫，必要時才使用「方言」，編者鍾肇政在綜合各方意見以後，提出這樣子的結論：「問題在於我們肯不肯花心血來提煉台語，化粗糙為細緻，以便運用。我們是台灣文學的開拓者，台灣文學有台灣文學的特色，而這特色──方言應為其中重要一環──唯賴我們的努力、研究，方能建立。」。

## 資料來源
1. 1 2  簡, 弘毅. . 台灣文學史料集刊 (國立臺灣文學館). 2014-08, (第四輯): 218-223.
2. ↑  陳, 康芬. . 國立臺灣文學館. 2012.
3. ↑  . 台灣大百科全書. 文化部.   [2022-09-26]. （原始内容存档于2022-09-26）.
4. ↑  . 鍾理和數位博物館.   [2022-09-26]. （原始内容存档于2022-09-28）.
5. ↑  應, 鳳凰. . 鹽分地帶文學. 2016-12, (67): 43-52.
6. ↑  陳芳明，《台灣新文學史》(上冊)，台北市：聯經出版，2011年10月，頁296。